# Leptodea amphichaena
Leptodea amphichaena är en musselart som beskrevs av Frierson. Leptodea amphichaena ingår i släktet Leptodea och familjen målarmusslor. Inga underarter finns listade i Catalogue of Life.